# Бідар (округ)
Бідар (каннада ಬೀದರ್) — округ в індійському штаті Карнатака. Адміністративний центр — місто Бідар. Площа округу — 5448 км². За даними всєїндійського перепису 2001 року населення округу становило 1 502 373 особи. Рівень грамотності дорослого населення становив 60,9 %, що трохи вище среднеіндійського рівня (59,5 %). Частка міського населення становила 23 %.